# Philopona
Philopona  (лат.) — род жуков (Coleoptera) из подсемейства козявок (Galerucinae) в семействе листоедов (Chrysomelidae).

## Описание
Коготковый членик задних лапок сильно расширен, головчатый. Переднеспинка с базальной бороздкой. Надкрылья в спутанных точках.

## Систематика
В составе рода:
- Philopona howitti (Baly, 1878)
- Philopona mouhoti
- Philopona vibex
- Philopona zangana